# Llista de personatges de Downton Abbey
Aquesta és una llista dels personatges de Downton Abbey, la sèrie dramàtica de televisió creada per Julian Fellowes i coproduïda per Carnival Films i Masterpiece per a ITV i PBS, respectivament. Alguns personatges també apareixen en una o més de les seqüeles cinematogràfiques: Downton Abbey (2019), Downton Abbey: A New Era (2022) i Downton Abbey: The Grand Finale (2025).

## Personatges principals
= Principal (acreditat a l'obertura)
     = Recorrent (2 o més episodis)
     = Participació (1 episodi)
| Actor                 | Personatge                                      | Temporadas | Temporadas      | Temporadas      | Temporadas      | Temporadas      | Temporadas      | Total d'episodis | Films         |
| Actor                 | Personatge                                      | 1a         | 2a              | 3a              | 4a              | 5a              | 6a              | Total d'episodis | Downton Abbey |
| --------------------- | ----------------------------------------------- | ---------- | --------------- | --------------- | --------------- | --------------- | --------------- | ---------------- | ------------- |
| Hugh Bonneville       | Robert Crawley, Comte de Grantham               | 7          | 8 (+1 especial) | 8 (+1 especial) | 8 (+1 especial) | 8 (+1 especial) | 8 (+1 especial) | 52               | 1             |
| Elizabeth McGovern    | Cora Crawley, Comtessa de Grantham              | 7          | 8 (+1 especial) | 8 (+1 especial) | 8 (+1 especial) | 8 (+1 especial) | 8 (+1 especial) | 52               | 1             |
| Maggie Smith          | Violet Crawley, Comtessa vídua de Grantham      | 7          | 8 (+1 especial) | 8 (+1 especial) | 8 (+1 especial) | 8 (+1 especial) | 8 (+1 especial) | 52               | 1             |
| Michelle Dockery      | Lady Mary Crawley                               | 7          | 8 (+1 especial) | 8 (+1 especial) | 8 (+1 especial) | 8 (+1 especial) | 8 (+1 especial) | 52               | 1             |
| Laura Carmichael      | Lady Edith Crawley                              | 7          | 8 (+1 especial) | 8 (+1 especial) | 8 (+1 especial) | 8 (+1 especial) | 8 (+1 especial) | 52               | 1             |
| Penelope Wilton       | Isobel Crawley                                  | 7          | 8 (+1 especial) | 8 (+1 especial) | 8 (+1 especial) | 8 (+1 especial) | 8 (+1 especial) | 52               | 1             |
| Jim Carter            | Charles Carson                                  | 7          | 8 (+1 especial) | 8 (+1 especial) | 8 (+1 especial) | 8 (+1 especial) | 8 (+1 especial) | 52               | 1             |
| Phyllis Logan         | Elsie Hughes                                    | 7          | 8 (+1 especial) | 8 (+1 especial) | 8 (+1 especial) | 8 (+1 especial) | 8 (+1 especial) | 52               | 1             |
| Brendan Coyle         | John Bates                                      | 7          | 8 (+1 especial) | 8 (+1 especial) | 8 (+1 especial) | 8 (+1 especial) | 8 (+1 especial) | 52               | 1             |
| Joanne Froggatt       | Anna Smith                                      | 7          | 8 (+1 especial) | 8 (+1 especial) | 8 (+1 especial) | 8 (+1 especial) | 8 (+1 especial) | 52               | 1             |
| Robert James-Collier  | Thomas Barrow                                   | 7          | 8 (+1 especial) | 8 (+1 especial) | 8 (+1 especial) | 8 (+1 especial) | 8 (+1 especial) | 52               | 1             |
| Sophie McShera        | Daisy Robison                                   | 7          | 8 (+1 especial) | 8 (+1 especial) | 8 (+1 especial) | 8 (+1 especial) | 8 (+1 especial) | 52               | 1             |
| Lesley Nicol          | Beryl Patmore                                   | 7          | 8 (+1 especial) | 8 (+1 especial) | 8 (+1 especial) | 8 (+1 especial) | 8 (+1 especial) | 52               | 1             |
| Kevin Doyle           | Joseph Molesley                                 | 4          | 6               | 8 (+1 especial) | 8 (+1 especial) | 8 (+1 especial) | 8 (+1 especial) | 46               | 1             |
| Allen Leech           | Tom Branson                                     | 3          | 8               | 8 (+1 especial) | 8 (+1 especial) | 8 (+1 especial) | 7 (+1 especial) | 45               | 1             |
| David Robb            | Dr. Richard Clarkson                            | 3          | 8               | 5 (+1 especial) | 6               | 5               | 5 (+1 especial) | 34               | -             |
| Dan Stevens           | Matthew Crawley                                 | 7          | 8 (+1 especial) | 8 (+1 especial) | -               | -               | -               | 25               | -             |
| Raquel Cassidy        | Phyllis Baxter                                  | -          | -               | -               | 4 (+1 especial) | 8 (+1 especial) | 8 (+1 especial) | 23               | -             |
| Lily James            | Lady Rose MacClare                              | -          | -               | 1 (+1 especial) | 8 (+1 especial) | 8 (+1 especial) | 1 especial      | 21               | -             |
| Jessica Brown Findlay | Lady Sybil Crawley                              | 7          | 8               | 5 (+1 especial) | -               | -               | -               | 20               | -             |
| Samantha Bond         | Lady Rosamund Painswick                         | 1          | 2 (+1 especial) | 1               | 3 (+1 especial) | 3               | 5 (+1 especial) | 18               | -             |
| Matt Milne            | Alfred Nugent                                   | -          | -               | 8 (+1 especial) | 8               | -               | -               | 17               | -             |
| Ed Speleers           | Jimmy Kent                                      | -          | -               | 5 (+1 especial) | 8 (+1 especial) | 2               | -               | 17               | -             |
| Amy Nuttall           | Ethel Parks                                     | -          | 8               | 8               | -               | -               | -               | 16               | -             |
| Cara Theobold         | Ivy Stuart                                      | -          | -               | 5 (+1 especial) | 8 (+1 especial) | -               | -               | 15               | -             |
| Thomas Howes          | William Mason                                   | 7          | 5               | -               | -               | -               | -               | 12               | -             |
| Tom Cullen            | Anthony Foyle, Vescomte de Gillingham           | -          | -               | -               | 4 (+1 especial) | 8               | -               | 12               | -             |
| Michael C. Fox        | Andrew "Andy" Parker                            | -          | -               | -               | -               | 1 (+1 especial) | 8 (+1 especial) | 11               | 1             |
| Julian Ovenden        | Chales Blake                                    | -          | -               | -               | 3 (+1 especial) | 5               | -               | 9                | -             |
| Rose Leslie           | Gwen Dawson                                     | 7          | -               | -               | -               | -               | 1               | 8                | -             |
| Matthew Goode         | Henry Talbot                                    | -          | -               | -               | -               | 1 especial      | 5 (+1 especial) | 7                | 1             |
| Harry Hadden-Paton    | Herbert "Bertie" Pelham, setè Marquès de Hexham | -          | -               | -               | -               | 1 especial      | 5 (+1 especial) | 7                | 1             |
| Imelda Staunton       | Lady Maud Bagshaw                               | -          | -               | -               | -               | -               | -               | -                | 1             |

### Família Crawley

#### Robert Crawley, Comte de Grantham
Robert Crawley (interpretat per Hugh Bonneville i doblat per Juan Carlos Gustems), és el setè comte de Grantham, també conegut com a "Lord Grantham", va néixer el 1866 a Downton Abbey. Els pares d'en Robert eren el difunt sisè comte de Grantham i la comtessa vídua de Grantham, Violet Crawley. Té una germana, Lady Rosamund Painswick, que també és vídua. La seva infància va ser privilegiada, ja que va ser educat a casa entre els 7 i els 13 anys, abans d'assistir a l'Eton College i després al Christ Church College a Oxford, on va estudiar filosofia.

#### Cora Crawley, Comtessa de Grantham
Cora Crawley (interpretada per Elizabeth McGovern i doblada per Anna Orra), de soltera Levinson, també coneguda com la "Comtessa de Grantham" o "Lady Grantham", va néixer el 1868 com la filla d'Isidore Levinson, un comerciant jueu americà milionari, i de Martha Levinson. Cora es va casar amb Robert Crawley el 1890 als 22 anys. És mare de tres filles: Mary, Edith i Sybil.
Inicialment, el personatge es va oferir a l'actriu Gillian Anderson, que el va rebutjar.

#### Violet Crawley, Comtessa vídua de Grantham
Violet Crawley (interpretada per Maggie Smith i doblada per Maife Gil), també coneguda com la "comtessa vídua de Grantham", és la mare del Robert i la Rosamund. Va néixer el 1842, filla d'un baró, i té una germana (que no apareix a la sèrie), la filla de la qual, Susan, està casada amb el marquès de Flintshire, conegut a la família com a Shrimpy. Violet és retratada al principi de la sèrie com la vídua de l'antic Lord de Grantham, una dona forta, una "representant típica" de l'aristocràcia victoriana, que mai va treballar ni un dia a la seva vida, posseeix un enginy sec, sarcàstic i de vegades cínic, i creu en els valors tradicionals de l'aristocràcia britànica. A mesura que avança la sèrie, es van fent evidents les qualitats inesperades de la "matriarca" de la família Crawley, com ara la saviesa pragmàtica, la profunda compassió, l'amor incondicional, la comprensió de les situacions, la voluntat de participar en la resolució de problemes sense confrontació i una alta intel·ligència intel·lectual, social i emocional.

#### Lady Mary Crawley
Mary Josephine Talbot (interpretada per Michelle Dockery i doblada per Eva Lluch), de soltera Crawley, també coneguda com a "Lady Mary", és la filla gran de Lord i Lady Grantham. Va complir 21 anys l'abril de 1912, just quan comença l'acció de la sèrie. Inicialment, Lady Mary és retratada com una dona freda i calculadora, irritable i fins i tot capritxosa. A mesura que avança la sèrie, es va descobrint una Lady Mary més sàvia, que demostra qualitats com la lucidesa, la compassió i la comprensió, però també la seva devoció permanent per Downton Abbey, la monumental residència familiar. Al principi de la sèrie, estava promesa amb Patrick Crawley (un cosí llunyà, l'hereu aparent del títol de Comte de Grantham, pel qual no sent cap atracció i que desapareix després de l'enfonsament de l'RMS Titanic el 1912), però finalment s'acaba casant amb el seu altre cosí Matthew Crawley, amb qui té un fill, el George. Malauradament, Matthew mor en un accident de cotxe a l'últim episodi de la tercera temporada. Anys més tard, es torna a casar amb Henry Talbot i després de cinc anys de matrimoni es divorcien.

#### Lady Edith Crawley
Edith Pelham (interpretada per Laura Carmichael i doblada per Núria Trifol), de soltera Crawley, coneguda també com a "Lady Edith" i finalment com a "Marquesa de Hexham", és la filla mitjana de Lord i Lady Grantham nascuda el 1893. Durant les dues primeres temporades de la sèrie, l'Edith sovint és "oblidada", clarament descuidada, no considerada tan atractiva, bella o hàbil com la seva germana gran, però no tan audaç i apassionada com la seva germana petita, la Sybil. L'amarga rivalitat amb la seva germana Mary també està impulsada per l'amor d'Edith per Patrick Crawley. Ningú a la casa dels Grantham es prenia seriosament el seu amor pel seu cosí Patrick, i encara menys la Mary, que no havia mostrat cap amor per en Patrick però que s'anava a casar amb ell. Finalment, Lady Edith s'enamora del vidu solitari Sir Anthony Stralan (que l'abandona bruscament a l'altar) i de l'editor d'una revista, Michael Gregson (que mor a Alemanya), amb qui va tenir una filla il·legítima que fa que l'Edith sigui l'hereva de la revista i de tots els seus actius. Al final de la sèrie, Lady Edith Crawley troba la felicitat amb Bertie Pelham, l'antic agent i hereu de la finca del castell de Brancaster i del títol de marquès de Hexham.

#### Lady Sybil Crawley
Sybil Cora Branson (interpretada per Jessica Brown Findlay i doblada per Isabel Valls), de soltera Crawley, també coneguda com a "Lady Sybil", és la filla petita de Lord i Lady Grantham nascuda el 1896. viu la política amb intensitat i anhela alliberar-se de les restriccions socials de l'època. Durant la Primera Guerra Mundial, la Sybil treballa com a auxiliar d'infermeria i desenvolupa sentiments per Tom Branson, el xofer de la família i un ferm nacionalista irlandès. Al final de la segona temporada, la parella es casa i es trasllada a Dublín, havent obtingut finalment la benedicció de Lord Grantham. La Sybil, ara embarassada, i el Tom tornen a Downton Abbey després de fugir d'Irlanda a la tercera temporada, on la Sybil dóna a llum una nena però mor poc després d'eclàmpsia.

#### Matthew Crawley
Matthew Reginald Crawley (interpretat per Dan Stevens i doblat per José Posada) és un cosí llunyà de classe mitjana dels Crawley que es converteix en l'hereu presumpte de la finca i la fortuna de Lord i Lady Grantham al primer episodi, traslladant-se poc després a la residència de Downton Abbey. Li costa conciliar l'estil de vida tradicionalista i aristocràtic de Downton Abbey amb la seva educació de classe mitjana, però finalment és acceptat a la família i es converteix en una mena de fill substitut de Lord Grantham. El Matthew i Lady Mary s'enamoren, però les circumstàncies els separen, i Matthew es compromet amb Lavinia Swire. Matthew va quedar paralitzat de cintura per avall mentre servia a la Primera Guerra Mundial, però després d'una recuperació miraculosa i dificultats per afrontar la mort de la Lavinia per la grip espanyola, ell i la Mary es van casar el 1920. El setembre de 1921, Mary va donar a llum al seu fill George, però Matthew mor en un accident de cotxe mentre tornava a casa des de l'hospital. Després de la seva mort, el seu fill George es converteix en hereu del comte de Grantham.
Matthew mor perquè l'actor que l'interpretava va decidir deixar la sèrie. Julian Fellowes, el creador de la sèrie, volia que Matthew morís a la quarta temporada, però l'actor va voler marxar abans. Una enquesta del Huffington Post va revelar que el 85% dels enquestats van expressar aversió a la mort de Matthew. Maureen Ryan, del Huffington Post, va declarar que creia que la mort de Matthew era beneficiosa per a la història, ja que les seves trames s'havien tornat repetitives.

#### Isobel Crawley
Isobel Gray (interpretada per Penelope Wilton i doblada per Lourdes López), abans Crawley i de soltera Turnbull, de vegades anomenada "Lady Merton", és la mare vídua de Matthew Crawley. Un tema recurrent durant les dues primeres temporades és el xoc entre els valors més moderns i liberals d'Isobel i els ideals més tradicionals de Lord Grantham i la seva família. Isobel, una antiga infermera, assumeix constantment noves causes benèfiques, ajudant a dirigir la residència de convalescència de Downton i ajudant refugiats i prostitutes, tot i que el seu sentit de l'imperatiu moral sovint irrita els altres. Manté una rivalitat polèmica amb Violet, la comtessa vídua, però això finalment floreix en una amistat genuïna, sobretot després que Isobel estigui aclaparada pel dolor de la mort inesperada de Matthew al final de la tercera temporada. A la quarta temporada, Isobel i Violet s'han convertit en amigues íntimes i confidents. Isobel rep una proposta de matrimoni de Lord Merton i, malgrat un problema de salut i els intents dels seus fills d'impedir el casament, decideix casar-se amb ell a la temporada final.

#### Lady Rosamund Painswick
Lady Rosamund Painswick (interpretada per Samantha Bond i doblada per Teresa Manresa), de soltera Crawley, és la germana vídua de Lord Grantham que viu sola a Londres. Ella i el seu difunt marit, Marmaduke Painswick, un aristòcrata de tercera generació que era fill d'un nou industrial ric i que va ser ennoblit en heretar la baronia del seu avi matern, no van tenir fills. Rosamund és un dels membres més tossuts i francs de la família. Viu dedicada al Robert i a la seva família i, per tant, sent que és el seu deure dir el que pensa en cada ocasió possible, tot i que la seva interferència en les decisions de les seves nebodes sovint té resultats desastrosos. Els joves Crawley sovint utilitzen la casa de Rosamund al número 35 de Belgrave Square, com a residència on allotjar-se quan visiten Londres, ocasions en què Rosamund aprofita per posar-se al dia de les tafaneries familiars. A l'especial de Nadal de la primera temporada, Rosamund s'havia enamorat de Jinx Hepworth (interpretat per Nigel Havers), un baró en fallida econòmica que també viu a Londres. Violet, que havia estat perseguida en el passat pel pare de Hepworth, va desaprovar aquesta unió, advertint la Rosamund que Hepworth és un caçafortunes, però que no va fer-li cas fins que descobreix a Hepworth al llit amb la seva criada, posant així punt final al romanç.

### Amistats dels Crawley

#### Tom Branson
Tom Branson (interpretat per Allen Leech i doblat per Marcel Navarro) és contractat com a xofer de Downton Abbey i introdueix la Sybil a l'activisme polític. A la segona temporada, proposa matrimoni a la Sybil i aconsegueix una feina a Dublín com a periodista, però només després de moltes dificultats Robert Crawley l'accepta. Durant la tercera temporada, a causa de les seves activitats subversives i després d'una audaç fugida, s'exilia a Anglaterra i s'instal·la a Downton Abbey amb la Sybil. Després de la mort de la seva dona al donar a llum la seva filla Sybil, Matthew Crawley el convenç perquè es quedi amb la família i l'ajudi a administrar la finca.

#### Dr. Richard Clarkson
Richard Clarkson (interpretat per David Robb i doblat per Enric Isasi-Isasmendi) és el metge de la família Crawley. Durant la segona temporada, es converteix en cirurgià de l'exèrcit després de l'esclat de la Primera Guerra Mundial, i com a major, es converteix en el comandant militar de Downton, quan la residència es converteix en un hospital de convalescència. A la tercera temporada, quan Lady Sybil està de part, veu signes que pateix eclàmpsia i que corre el risc de morir. Al principi, la Sybil sembla estar bé després de donar a llum, però a última hora de la nit comença a tenir convulsions i mor. Lady Grantham culpa el seu marit de la mort de la Sybil perquè no va escoltar el dr. Clarkson. En un viatge a les muntanyes, es revela que el dr. Clarkson ha desenvolupat sentiments romàntics per Isobel Crawley. Havia planejat proposar-li matrimoni i portar-la a la fira del poble. Tanmateix, després que ella li expliqui els seus sentiments sobre el matrimoni, ell se n'està de fer-ho.

#### Rose Aldridge
Rose Aldridge (interpretada per Lily James), de soltera MacClare, també coneguda com a Lady Rose, és la filla de Hugh i Susan MacClaire, marquesos de Flintshire. La seva mare és neboda de Violet, la comtessa vídua i, per tant, la cosina de Robert Crawley i Rosamund Painswick. Tot i que estima profundament el seu pare, odia la seva mare, que la tracta amb duresa. Per desafiar-la, és descoberta repetidament fent coses impròpies del seu llinatge i edat, com ara ballar en clubs amb un home casat i estar disposada a casar-se amb un home negre. A la cinquena temporada, es dedica als nobles russos que van escapar de la revolució i coneix un jove banquer, Atticus Aldridge, fill dels Sinderby, una família jueva. Els dos es casen al final de la cinquena temporada i marxen a Nova York, on tenen una filla, Victoria Rachel Cora.

#### Anthony Foyle, Vescomte de Gillingham
Anthony "Tony" Foyle (interpretat per Tom Cullen) és un pretendent de Lady Mary, que li declara el seu amor després que ella es recuperi del dolor per la mort del Matthew Crawley. Li agradaria casar-se amb ella, però Mary està massa lligada al record del seu difunt marit per poder tenir una relació amb ningú. Mary accepta casar-s'hi després de passar una nit amb ell a Liverpool, però després torna a dubtar i intenta per tots els mitjans fer evident la seva negativa al casament. Lord Gillingham es casa amb Mable Lane-Fox, la dona amb qui estava promès abans de començar a festejar Lady Mary.

#### Charles Blake
Charles Blake (interpretat per Julian Ovenden) és el col·lega de l'Evelyn Napier. Arriba a Downton Abbey amb ella, amb la intenció de dur a terme una investigació en nom del Ministeri sobre el declivi de l'aristocràcia després de la guerra. No agrada gens a Lady Mary, que creu que és un dels molts que esperen la ruïna de la seva classe. Tots dos es converteixen en còmplices després de passar una nit rescatant els porcs de la granja després que es quedessin sense aigua. Charles també està fascinat per la dona i espera tenir una oportunitat amb ella algun dia, però es retira després de veure els sentiments genuïns de l'Anthony Foyle per Lady Mary. Més tard l'ajuda  a escapar de les constants atencions de l'Anthony.

#### Henry Talbot
Henry Talbot (interpretat per Matthew Goode) és un encantador pilot de curses professional que s'enamora de Lady Mary després de conèixer-la durant unes vacances amb l'Aldrige a Brancaster. Li demana matrimoni després de veure morir el seu millor amic Charlie Rogers durant una cursa, però ella s'hi nega, per la mort de Matthew Crawley en un accident d'automòbil. Es casen al final de la sisena temporada, i més tard es revela que Lady Mary està embarassada de nou.

#### Herbert Pelham, Marquès de Hexam
Herbert "Bertie" Pelham (interpretat per Harry-Hadden Paton), marquès d'Hexam, és l'administrador de la finca Brancaster en nom dels Hexam. Coneix els Crawley quan la família està de vacances amb els Sinderby a la finca. S'enamora de Lady Edith, amb qui espera casar-se, i es converteix en marquès d'Hexam després que el seu cosí, l'actual marquès, mori de malària. Es distancia de l'Edith després que es reveli la veritable identitat de Marigold, però es retroben perquè ell està enamorat d'ella.

#### Lady Maud Bagshaw
Maud Bagshaw (interpretada per Imelda Staunton), també coneguda com a Lady Bagshaw, apareix a la pel·lícula com la dama d'honor de la reina Maria. Lady Bagshaw és la cosina germana del difunt pare de Robert Crawley, i les dues famílies van tenir una discussió per un problema d'herència. Lady Bagshaw sempre havia tingut cura d'una noia jove anomenada Lucy, i quan el rei Jordi V i la reina visiten Downton Abbey, Violet es molesta  en descobrir que Maud havia triat la Lucy com a hereva seva en lloc del Robert. Tanmateix, Isobel assumeix correctament que la Lucy és la filla il·legítima de Lady Maud. Violet es mostra comprensiva quan se la informa dels fets.

### Personal de servei de Downton Abbey

#### Charles Carson
Charles "Charlie" Carson (interpretat per Jim Carter i doblat per Joan Crosas), conegut com a senyor Carson, és el majordom de Downton Abbey, on treballa des de petit i troba a faltar els vells temps. Extremadament precís i professional, sembla més lligat a la seva etiqueta que a l'aristocràcia mateixa. De jove, era actor i intenta amagar aquest aspecte infame del seu passat a tota costa. Estima molt a Lady Mary, a qui considera una filla, i a la segona temporada està disposat a seguir-la a la seva nova llar, però abandona el seu propòsit quan s'adona del mal comportament del seu futur marit, Richard Carlisle. A la sisena temporada es casa amb la senyora Hughes i, al final de la temporada, descobreix una tremolor a la mà i decideix deixar la feina de majordom a Barrow.

#### Elsie Hughes
Elsie Carson (interpretada per Phyllis Logan i doblada per Maria Luisa Solá), de soltera sra. Hughes, és la majordoma i s'encarrega de les donzelles i minyones de la casa. Una dona amable però dura, és l'única capaç de mantenir el ritme del sr. Carson, amb qui manté una amistat. A la primera temporada, rep la visita d'un antic pretendent que li proposa matrimoni, però ella declina la proposta per por d'haver de deixar el seu servei a Downton Abbey. A la tercera temporada, tem un càncer després de trobar-se un bony al pit, però resulta ser benigne. A la sisena temporada, es casa amb el sr. Carson i es traslladen a una casa rural de la finca, guardant els seus documents legals.

#### John Bates
John Bates (interpretat per Brendan Coyle i doblat per Luis Grau) va conèixer Lord Grantham durant la Guerra dels Bòers, durant la qual va patir ferides que el van deixar coix. A la primera temporada, el contracten com a criat personal de Lord Grantham i està molt agraït al comte per l'oportunitat. Intenta resoldre la coixesa amb un corrector ortopèdic, fet que li causa un patiment terrible i innecessari. Amb l'ajuda de la senyora Hughes, s'allibera de l'instrument de tortura i accepta la seva condició. A la segona temporada, demana el divorci de la seva dona Vera, però ella s'hi nega i amenaça d'explicar als diaris el secret de Lady Mary, destruint així la serenitat de Downton Abbey. Quan la seva dona mor, es casa amb l'Anna, però és arrestat per l'assassinat de la seva exdona Vera i condemnat primer a la forca i després a cadena perpètua. Tanmateix, l'Anna aconsegueix trobar un testimoni decisiu que l'exonera i, en tornar a casa, reprèn el seu paper com a criat personal de Robert Crawley. A la cinquena temporada, s'involucra en la investigació de la mort del violador de l'Anna, que també és arrestat. Al final de la sisena temporada, es converteix en pare després d'un embaràs problemàtic.

#### Sarah O'Brien
Sarah O'Brien (interpretada per Siobhan Finneran i doblada per Núria Llop) és la cautelosa i maliciosa donzella personal de Lady Grantham, que no accepta la supremacia del sr. Carson i la senyora Hughes. L'única aliada de Thomas, que ha estat conspirant contra en Bates des de la seva arribada i és la causa de l'avortament espontani de Lady Grantham. La seva relació amb el Thomas es deteriora durant la tercera temporada, i els dos conspiren un contra l'altre. També a la tercera temporada, aconsegueix que el seu nebot Alfred sigui contractat com a cambrer. Al començament de la quarta temporada, es revela que va acceptar en secret una feina com a criada personal amb la mare freda i dolenta de Lady Rose a l'Índia.
El productor executiu Gareth Neame va declarar que Finneran havia decidit deixar la sèrie. I la mateixa Finneran ho va confirmar.

#### Anna Smith
Anne May Bates (interpretada per Joanne Froggatt i doblada per Elisabet Bargalló), de soltera Smith, és la donzella principal, que té cura de les tres filles del comte. Intel·ligent i enginyosa, és generalment benvolguda. A la primera temporada, dóna suport al sr. Bates des del principi i s'enamora d'ell, casant-s'hi a la segona temporada. A la tercera temporada, és ascendida a donzella de Lady Mary. A la quarta temporada, el sr. Green, l'ajudat de Lord Gillingham, l'agredeix sexualment. Després de la mort sobtada del sr. Green, és sospitosa de la seva mort. Afortunadament, és absolta poc després (temporades 4 i 5). A la sisena temporada, malgrat alguns problemes inicials, té un fill amb el sr. Bates.

#### Thomas Barrow
Thomas Barrow (interpretat per Robert James-Collier i doblat per Carles Lladó), és l'arrogant primer cambrer que es creu millor que els altres i que vol convertir-se en lacai, així que s'acosta a tots els hostes rics de Downton Abbey per veure si hi ha alguna vacant que li permeti abandonar la finca. A la primera temporada, per molestar el William, festeja la Daisy, i més tard, a la segona temporada, és enviat al front de guerra. Commocionat pels horrors de la guerra, es fereix deliberadament per abandonar el front. Torna a Downton Abbey per cuidar els ferits quan la residència es converteix temporalment en una casa de convalescència. Un cop acabada la guerra, inicia un negoci al mercat negre, però l'enganyen i perd tots els estalvis. Torna a fer de cambrer i a la tercera temporada és ascendit a criat personal de Lord Grantham després de l'arrest del sr. Bates, però quan el sr. Bates és alliberat, torna a contracor al seu càrrec anterior. No li agrada el nebot de la senyora O'Brien, Alfred, i s'enamora del nou cambrer, James: això gairebé li costa la feina quan la senyora O'Brien l'enganya fent-li creure que James li correspon. La relació entre els dos homes es tensa després que es desveli l'homosexualitat del Thomas. A la sisena temporada, s'acosta al nou cambrer, Andy, intentant formar una nova amistat. Però l'Andy, en descobrir l'homosexualitat de Thomas, inicialment intenta allunyar-se'n. Tanmateix, quan Thomas s'ofereix a ajudar-lo a aprendre a llegir, l'Andy se'n adona que l'ha jutjat malament. La situació del Thomas empitjora a mesura que s'aïlla de tothom, i el sr. Carson s'impacienta amb haver-lo de tenir encara a casa. S'enfonsa en la soledat i intenta suïcidar-se. No obstant això, és rescatat a temps per la senyoreta Baxter, l'Andy i la senyora Hughes. Al final de la temporada, sembla haver canviat, amable i atent a tothom, i després de la jubilació del sr. Carson, es converteix en el nou majordom de Downton Abbey.
Originalment, se suposava que Thomas havia de ser eliminat de la sèrie al final de la primera temporada; tanmateix, després que James-Collier filmés els dos primers episodis, els productors van contactar amb el seu agent perquè continués a la sèrie.

#### Sra. Beryl Patmore
La senyora Patmore (interpretada per Lesley Nicol i doblada per Fina Rius) és la cuinera de Downton Abbey. A la primera temporada, pateix una greu pèrdua de visió i va a Londres acompanyada per l'Anna per fer-se una cirurgia ocular. A la segona temporada, s'assabenta amb gran tristesa de la mort del seu nebot, reclutat per l'exèrcit i afusellat per covardia. Té molt d'afecte pel William, pressionant perquè es casi amb la Daisy, i es veu afectada de nou per la mort del jove. Té una relació conflictiva amb la Daisy, a qui estima profundament. No li agraden les màquines modernes, com ara les torradores i les batedores, que comencen a envair la seva cuina.

#### Gwen Dawson
Gwen Harding (interpretada per Rose Leslie i doblada per Jana Massot), de soltera Dawson, és una minyona, però vol ser secretària. Té una naturalesa una mica rebel i fa amistat amb Lady Sybil, que l'ajuda a trobar una feina de secretària. Torna a la sisena temporada, ara casada amb un home anomenat John Harding, i és convidada a Downton Abbey per Lady Rosamund, que està interessada a donar suport a l'institut per a dones joves que va fundar i que el tresorer del qual és el seu marit.

#### William Mason
William Mason (interpretat per Thomas Howes i doblat per David García Llop) és el segon cambrer que Thomas explota sovint per la seva ingenuïtat. Està enamorat de la Daisy. A la segona temporada, va a la guerra, impulsat per un fort sentit de l'honor. Es converteix en l'assistent personal de Matthew Crawley, però és ferit per una granada i, poc abans de la seva mort, es casa amb la Daisy.

#### Deisy Robinson
Deisy Mason (interpretada per Sophie McShera i doblada per Aina Lluch), de soltera Robinson, és l'ajudant de cuina amb onze germans. És força ingènua i maldestra, i sovint està influenciada pel Thomas i l'O'Brien. A la primera temporada, accepta els afalacs del Thomas, només per adonar-se més tard que ell no hi està realment interessat. A la segona temporada, enganya al William fent-li creure que està enamorada d'ell i es casa amb ell abans que mori. Se sent profundament culpable per haver enganyat al William i es nega a acceptar la seva pensió de vídua de guerra. A la tercera temporada, s'enamora de l'Alfred, que no li correspon. A la sisena temporada, s'enamora de l'Andy Parker, el nou lacai que es converteix en mosso de pagès a la granja del sr. Mason. Es fa un nou pentinat i anuncia que deixarà Downton Abbey per traslladar-se a Yew Tree Farm amb el seu sogre, el sr. Mason.

#### Sr. Joseph Molesley
Joseph Molesley (interpetat per Kevin Doyle i doblat per Xavier Casan) és l'ajudant personal de Matthew Crawley. Al principi de la primera temporada, Matthew es nega a permetre-li fer les seves tasques, fent-ho tot ell mateix, però acaba acceptant i reconeixent la seva feina. A la segona temporada, s'enamora de l'Anna, que el rebutja. Gràcies a la intercessió de la comtessa vídua, és acceptat per l'exèrcit. Torna a Downton Abbey com a aparcacotxes de Matthew Crawleyl', però no aconsegueix trobar feina quan el jove mor. Tanmateix, quan l'Alfred deixa Downton Abbey per convertir-se en xef al Ritz, accepta a contracor substituir-lo com a cambrer. A la sisena temporada, esdevé professor a l'escola del poble.

#### Ethel Parks
Ethel Parks (interpretada per Amy Nuttall) és la criada que substitueix la Gwen. Mostra obertament la seva intolerància a ser criada, guanyant-se l'aversió de tota la resta de criats. És acomiadada després de ser enxampada al llit amb el major Bryant. Es queda embarassada d'aquest, que es nega a reconèixer el nen. Quan el major mor a la guerra, els seus pares li demanen que deixi el petit Charlie amb ells i s'allunyi de la vida del nadó, però ella s'hi nega. A la tercera temporada, després de prostituir-se, deixa en Charlie amb els seus avis perquè pugui tenir una vida millor.

#### Alfred Nugent
Alfred Nugent (interpretat per Matt Milne) és el nou primer cambrer de Downton Abbey i nebot de l'O'Brien, que aviat es converteix en víctima de les bromes del Thomas. És un noi tímid i molt alt que sovint comet errors; tanmateix, és acollit sota l'ala del sr. Carson, que el troba responsable i disposat. Tot i que ell i el James es fan amics, sovint competeixen per l'atenció de l'Ivy, de qui l'Alfred està enamorat. Gaudeix de la seva feina, però somia en ser xef i guanya un concurs per convertir-se en aprenent de xef al Ritz.

#### James Kent
James "Jimmy" Kent (interpretat per Ed Speleers) és el nou segon cambrer, un jove encantador que crida l'atenció de les minyones i del Thomas. El seu pare va morir a la guerra, mentre que la seva mare va morir per la grip espanyola. És una mica arrogant i no li importa divertir-se, per això el sr. Carson amb prou feines el tolera. Festeja l'Ivy principalment per irritar l'Alfred. L'O'Brien l'incita contra el Thomas quan aquest intenta besar-lo. La relació entre el James i el Thomas es tensa després que es desveli l'homosexualitat d'aquest últim, però més tard estableixen una amistat. L'acomiaden quan el Robert Crawley el troba al llit amb la seva antiga amant.

#### Ivy Stuart
Ivy Stuart (interpretada per Cara Theobold) és la nova cuinera de Downton Abbey, que s'enfronta a l'hostilitat de la Daisy perquè està sent festejada per l'Alfred. Ella, però, està enamorada del Jimmy. Després del ball de Rose, marxa a Amèrica per convertir-se en la cuinera d'en Harold.

#### Phyllis Baxter
Phyllis Baxter (interpretada per Raquel Cassidy) és contractada com a criada de Lady Grantham després de l'incident de l'Edna amb la senyora Hughes i en Tom. Es revela que deu aquesta feina al Thomas, qui, però, la manté sota control fent-li xantatge per obtenir informació i amenaçant-la de revelar el seu passat a la comtessa: anteriorment havia estat arrestada per robar joies a la dona a qui servia per a un home que més tard la va abandonar. Més tard, forma un profund vincle d'amistat amb el sr. Molesley.

#### Andrew Parker
Andrew "Andy" Parker (interpretat per Michael C. Fox) és un lacai que va començar a treballar a Downton Abbey el 1924. Mai va aprendre a llegir ni escriure res més que el seu propi nom. En assabentar-se que l'Andy no sap llegir ni escriure, el Thomas s'ofereix a ensenyar-li, però l'Andy el rebutja perquè el sr. Carson, la sra. Hughes i la sra. Patmore li informen que el Thomas és homosexual. L'Andy ajuda el sr. Mason a traslladar-se a la granja Yew Tree amb la sra. Patmore i la Daisy. També s'ofereix a ajudar el sr. Mason a cuidar els porcs de Downton Abbey i mostra interès per l'agricultura. L'Andy i la Daisy finalment s'enamoren.

## Personatges secundaris

### Recorrents
= Recorrent (2 o més episodis)
     = Participació (1 episodi)
| Actor                 | Personatge                                      | Temporades      | Temporades      | Temporades      | Temporades      | Temporades      | Temporades      | Total d'episodis | Films         |
| Actor                 | Personatge                                      | 1a              | 2a              | 3a              | 4a              | 5a              | 6a              | Total d'episodis | Downton Abbey |
| --------------------- | ----------------------------------------------- | --------------- | --------------- | --------------- | --------------- | --------------- | --------------- | ---------------- | ------------- |
| Jeremy Swift          | Septimus Spratt                                 | -               | -               | -               | 3               | 6 (+1 especial) | 5 (+1 especial) | 16               | -             |
| Douglas Reith         | Lord Merton                                     | -               | -               | 1               | 1 (+1 especial) | 5 (+1 especial) | 6 (+1 especial) | 16               | Fet!          |
| Paul Copley           | Sr. Marson                                      | -               | 2 (+1 especial) | 1               | 1               | 2               | 8 (+1 especial) | 16               | -             |
| Howard Ward           | Sargent Willis                                  | -               | 2 (+1 especial) | 1               | 1               | 2               | 8 (+1 especial) | 11               | -             |
| Andrew Scarborough    | Tim Drewe                                       | -               | -               | -               | 2 (+1 especial) | 7               | 1               | 11               | -             |
| Sue Johnston          | Srta. Denker                                    | -               | -               | -               | -               | 2 (+1 especial) | 4 (+1 especial) | 8                | -             |
| Daisy Lewis           | Sarah Bunting                                   | -               | -               | -               | 2 (+1 especial) | 5               | -               | 8                | -             |
| Michael Cochrane      | Reverend Travis                                 | -               | 2               | 3               | -               | 2 (+1 especial) | -               | 8                | -             |
| Zoe Boyle             | Lavinia Swire                                   | -               | 7               | -               | -               | -               | -               | 7                | -             |
| Robert Bathurst       | Sir Anthony Strallan                            | 3 (+1 especial) | -               | 3               | -               | -               | -               | 7                | -             |
| Jonathan Coy          | George Murray                                   | 1 (+1 especial) | -               | 4 (+1 especial) | -               | -               | -               | 7                | -             |
| Charles Edwards       | Michael Gregson                                 | -               | -               | 2 (+1 especial) | 2 (+1 especial) | -               | -               | 7                | -             |
| Emma Lowndes          | Sra. Margie Drewe                               | -               | -               | -               |                 | 6               | 1               | 7                | -             |
| Patrick Brennan       | Sr. Timothy "Tim" Drewe                         | -               | -               | -               | -               | 1               | 5 (+1 especial) | 7                | -             |
| Brendan Patricks      | Evelyn Napier                                   | 2               | -               | -               | 4               | -               | 1               | 7                | -             |
| Iain Glen             | Sir Richard Carlisle                            | -               | 5 (+1 especial) | -               | -               | -               | -               | 6                | -             |
| Rade Serbedzija       | Príncep Igor Kuragin                            | -               | -               | -               | -               | 5 (+1 especial) | -               | 6                | -             |
| Matt Barber           | Atticus Aldridge                                | -               | -               | -               | -               | 4 (+1 especial) | 1               | 6                | -             |
| Catherine Steadman    | Mabel Lane Fox                                  | -               | -               | -               | -               | 5               | -               | 5                | -             |
| Antonia Bernath       | Laura Edmunds                                   | -               | -               | -               | -               | -               | 3 (+1 especial) | 5                | -             |
| Christine Lohr        | May Bird                                        | 1               | 1               | 2               | -               | -               | -               | 4                | -             |
| Clare Calbraith       | Jane Moorsum                                    | -               | 4               | -               | -               | -               | -               | 4                | -             |
| Penny Downie          | Rachel Aldridge, Lady Sinderby                  | -               | -               | -               | -               | 3 (+1 especial) | -               | 4                | -             |
| James Faulkner        | Daniel Aldridge, Lord Sinderby                  | -               | -               | -               | -               | 3 (+1 especial) | -               | 4                | -             |
| Gary Carr             | Jack Ross                                       | -               | -               | -               | 4               | -               | -               | 4                | -             |
| Harriet Walter        | Prudence, Lady vídua de Shackleton              | -               | -               | -               | 1               | 1               | 2               | 4                | -             |
| Peter Egan            | Hugh "Shrimpie" MacClare, Marquès de Flintshire | -               | -               | 1 especial      | -               | 2               | 1 especial      | 4                | -             |
| Shirley MacLaine      | Martha Levinson                                 | -               | -               | 2               | 1 especial      | -               | -               | 3                | -             |
| Richard Teverson      | Dr. Ryder                                       | -               | -               | 1               | -               | -               | 3               | 3                | -             |
| Andrew Westfield      | Lynch                                           | 2               | -               | -               | -               | -               | -               | 2                | -             |
| Maria Doyle Kennedy   | Vera Bates                                      | -               | 2               | -               | -               | -               | -               | 2                | -             |
| Cal MacAninch         | Henry Lang                                      | -               | 2               | -               | -               | -               | -               | 2                | -             |
| Stephen Ventura       | Davis                                           | -               | 2               | -               | -               | -               | -               | 2                | -             |
| Daniel Pirrie         | Major Charles Bryant                            | -               | 2               | -               | -               | -               | -               | 2                | -             |
| Michael Culkin        | Arquebisbe de York                              | -               | -               | 2               | -               | -               | -               | 2                | -             |
| Karl Haynes           | Dent                                            | -               | -               | 2               | -               | -               | -               | 2                | -             |
| Mark Penfold          | Sr. Charkham                                    | -               | -               | 2               | -               | -               | -               | 2                | -             |
| Lucille Sharp         | Reed                                            | -               | -               | 2               | -               | -               | -               | 2                | -             |
| Ged Simmons           | Turner                                          | -               | -               | 2               | -               | -               | -               | 2                | -             |
| Joncie Elmore         | John Pegg                                       | -               | -               | -               | 2               | -               | -               | 2                | -             |
| Andrew Alexander      | Sir John Bullock                                | -               | -               | -               | 2               | -               | -               | 2                | -             |
| Patrick Kennedy       | Terence Sampson                                 | -               | -               | -               | 2               | -               | -               | 2                | -             |
| Christopher Rozycki   | Comte Nikolai Rostov                            | -               | -               | -               | -               | 2               | -               | 2                | -             |
| Hayley Jayne Standing | Lucy                                            | -               | -               | -               | -               | -               | 2               | 2                | -             |

Personatges secundaris recurrents que van tenir una història argumental a la sèrie que va durar dos o més episodis durant la seva emissió.

#### Sir Anthony Strallan
Anthony Strallan (interpretat per Robert Bathurst i doblat per Eduard Doncos) és un vidu amb una passió pels automòbils que comparteix amb l'Edith Crawley, que a més d'apropar-los, la va ajudar a aprendre a conduir. Tenia previst proposar-li matrimoni però Lady Mary el va fer creure que l'Edith el rebutjaria, per aquest motiu va marxar sense donar cap explicació. A l'especial de Nadal, Lord Grantham el convida a la tradicional sessió de fotos de Nadal, però s'hi nega repetidament. L'Edith descobreix que va patir una lesió debilitant al braç durant la Primera Guerra Mundial, d'aquí la seva negativa. L'Edith està convençuda que ell pot acceptar-la per casar-s'hi, però ell li diu amablement que és massa gran per ella i que no vol que malgasti la seva vida cuidant-lo. A la tercera temporada, l'Edith i l'Anthony es tornen a trobar i aviat es comprometen. Tanmateix, l'Anthony deixa l'Edith plantada a l'altar, destrossant-la.

#### May Bird
May Bird (interpretada per Christine Lohr i doblada per Rosa Guillén) és la cuinera d'Isobel i Matthew Crawley a Crawley House. A la primera temporada, li demanen que substitueixi la sra. Patmore com a cuinera a Downton Abbey mentre ella és fora per una operació ocular. Quan la sra. Patmore torna, organitzen junts la Garden Party per a recaptar fons per l'hospital de Downton. Durant la Gran Guerra, va obrir en secret un menjador social a Crawley House, i la sra. Patmore i la Daisy l'ajudaven a gestionar-lo amb diners donats per l'hospital. Tot això va passar mentre el Matthew Crawley i la seva mare eren a França, a les trinxeres i als hospitals de campanya, respectivament. A la tercera temporada, la Isobel vol contractar l'Ethel per treballar al costat de la sra. Bird però sra. Bird es nega a treballar amb una antiga prostituta i decideix marxar.

#### Lavinia Swire
Lavinia Catherine Swire (interpretada per Zoe Boyle) és l'única filla de l'advocat londinenc Reggie Swire. És la promesa del Matthew Crowley, a qui ell estima profundament. Ella es nega a abandonar-lo malgrat la seva discapacitat, i decideix casar-s'hi de totes maneres. Mor inesperadament de grip espanyola pocs dies abans del casament, que els Crawley van acordar celebrar a Downton Abbey. Abans de morir, dóna a Matthew la seva benedicció per mantenir una relació amb Lady Mary.

#### Vera Bates
Vera Bates (interpretada per Maria Doyle Kennedy i doblada per Mariola Fustier) és l'exdona de John Bates. Es coneixien des de petits, es van casar joves i van tenir un matrimoni infeliç. John Bates va ser empresonat per un robatori que la Vera havia comès. Anys més tard, la Vera descobreix que el seu marit ha heretat una herència més gran del que esperava després de la mort de la seva mare. Es presenta a Downton Abbey i li exigeix grans sumes de diners, rebutjant el divorci perquè ell no es pugui casar amb l'Anna, i li fa xantatge amenaçant-lo d'exposar el secret de Lady Mary, que ella ha descobert. També vol que el seu marit torni, ja que ha intentat viure sola i no se'n surt. Bates torna a Londres amb ella per viure a casa de la seva mare, però aviat la deixa quan s'assabenta que li ha estat infidel. Enfurismada, va a veure Sir Richard Carlisle i li ven la història de Lady Mary, sense saber que Sir Richard està promès amb Lady Mary i no té cap intenció de publicar-la. Furiosa, li diu al jutge del seu cas de divorci que John Bates li va pagar perquè consentís. Dies després, la troben morta i la policia sospita que Bates ha estat l'assassí.

#### Sir Richard Carlisle
En Richard Carlisle (interpretat per Iain Glen) és el propietari d'un diari i el pretendent de Lady Mary. Demostra ser un home cruel i sense escrúpols que utilitza l'amenaça d'un escàndol per fer xantatge a Lady Mary perquè es casi amb ell. Intenta treure el sr. Carson de la seva feina a Downton Abbey i intentar comprar la complicitat de l'Anna, però falla amb tots dos. Al final de la segona temporada, Lady Mary el deixa.

#### Henry Lang
Henry Lang (interpretat per Cal MacAninch) era el criat personal de Lord Grantham en absència del sr. Bates. És veterà de guerra i pateix un trastorn per estrès posttraumàtic, que el deixa una mica desconnectat del seu entorn. En una ocasió, va despertar el personal de servei enmig de la nit cridant horriblement durant un malson. L'O'Brien, el germà del qual va patir el mateix transtorn i finalment va morir en combat, es mostra inusualment comprensiu i amable amb ell. Més tard deixa Downton Abbey perquè no se sent apte per al servei.

#### Jane Moorsum
Jane Moorsum (interpretada per Clare Calbraith) és criada a Downton Abbey i la substituta de l'Ethel. Es queda vídua després que el seu marit morís durant la Primera Guerra Mundial. Des del principi, queda clar que Lord Grantham troba atractiva la Jane i s'interessa molt per l'educació del seu fill Freddie de 12 anys. En un moment donat, Lord Grantham li fa un petó, però són interromputs per un despistat sr. Bates, i decideixen no tenir una aventura. Poc després, la Jane abandona voluntàriament Downton Abbey però Lord Grantham insisteix a utilitzar la seva influència per aconseguir que el Freddie entri a la Ripon Grammar School i pagar-li els estudis.

#### Martha Levinson
Martha Levinson (interpretada per Shirley MacLaine és la mare americana de Lady Grantham, valenta, franca i rica. Martha té una relació una mica tensa amb la seva filla Cora i sovint intercanvia insults aspres amb la seva consogre Violet. Martha es veu a si mateixa com una representant de la modernitat, mentre que Violet representa el món aristocràtic anterior a la Gran Guerra que gradualment s'està tornant obsolet.

#### Lord Merton
Richard "Dickie" Gray (interpretat per Douglas Reith), Lord Merton, és el padrí de Lady Mary i vidu amb dos fills, Larry i Tim Gray. Havia estat interessat en estudiar medicina, però el seu pare no ho considerava apropiat per a algú de la seva posició. No obstant això, manté una fascinació per la medicina. Lord Merton és convidat a sopar a Downton Abbey amb la seva família abans del casament de Lady Mary i Matthew Crawley. El seu fill Larry, que una vegada va estar enamorat de Lady Sybil, tracta el seu marit Tom Branson de manera grollera i irrespectuosa. Lord Merton, enfadat, li diu que calli i es disculpa molt sincerament amb Tom, afegint la seva esperança que es recuperi abans del casament. El 1923, s'interessa profundament per Isobel Crawley, amb qui es retroba en un ball a Grantham House. El 1924, anuncien el seu matrimoni, però l'Isobel es desanima després que el Larry i el seu germà Tim la tractin irrespectuosament. Lord Merton assenyala que els seus dos fills són molt semblants a la seva difunta esposa, amb qui mai es va casar. Tot i que l'Isobel es mostra reticent a l'hora de casar-se amb Lord Merton quan els seus fills no la veuen amb bons ulls, Violet insisteix que no hauria de deixar que li arruïnin el futur. Amb l'ajuda de la Violet, Isobel demana matrimoni a Lord Merton, que accepta i es casen al final de la sèrie.

#### Michael Gregson
Michael Gregson (interpretat per Charles Edwards) és l'editor de la revista The Sketch a Londres. Després que Lady Edith publiqués una carta en un diari proclamant el seu suport als drets de les dones, Michael li va escriure almenys dues vegades oferint-li una columna a la seva revista. Animada per la seva família (excepte pel seu pare, que pensava que Gregson simplement intentava aprofitar-se del seu títol i riquesa), va anar a veure'l a Londres i va acceptar la seva oferta. Amb el temps, Michael es va enamorar de Lady Edith i va decidir divorciar-se de la seva dona Lizzy, que patia una malaltia mental. Segons la llei britànica, la bogeria no es pot utilitzar com a motiu de divorci. Michael va saber llavors que si es convertia en ciutadà alemany, si que podia divorciar-se de la Lizzy. Edith el va convidar a una festa a Downton Abbey, on va començar a guanyar-se el respecte de Lord Grantham. Abans de marxar cap a Múnic per obtenir la ciutadania alemanya, ell i l'Edith van passar l'última nit junts, Gregson llavors fa que l'Edith signi uns papers legals que si li passa alguna cosa, ella heretarà el seu modern apartament de Londres i la revista. Gregson arriba a Múnic i desapareix sense dir res. L'Edith descobreix que està embarassada i queda devastada quan ja no té més notícies d'en Michael. El 1924, però arriben notícies que Michael probablement va ser assassinat durant el Putsch de Múnic, deixant l'Edith devastada, ja que mai havia perdut l'esperança que  pogués ser viu.

#### Esporàdics
Personatges secundaris esporàdics que van tenir un arc argumental que durava un episodi per temporada.
- Philip, Duque de Crowborough (interpretat per Charlie Cox), pretendent de Lady Mary i amant de Thomas Barrow. «Episodi 1» (Temp. 1)
- Kemal Pamuk (interpretat per Theo James), ambaixador otomà que mor al llit de Lady Mary. «Episodi 1» (Temp. 1)
- John Drake (interpretat per Fergus O'Donnell, granger a la finca de Lord Grantham. «Episodi 2» (Temp. 1), «Episodi 2» (Temp. 2)
- Sra. Drake (interpretada per Cathy Sara), esposa de John Drake. «Episodi 2» (Temp. 1), «Episodi 2» (Temp. 2)
- Joe Burns (interpretat per Bill Fellows), expretendent de la sra. Hughes. «Episodi 4» (Temp. 1)
- William "Bill" Molesley (interpretat per Bernard Gallagher), pare de Joseph Molesley. «Episodi 5» (Temp. 1), «Episodi 8» (Temp. 3), «Episodi 1» (Temp. 4)
- Sr. Bromidge (interpretat per Sean McKenzie), propietari d'una empresa de muntatge de telèfons. «Episodi 7» (Temp. 1)
- Sra. Bates (interpretada per Jane Wenham), mare de John Bates. «Episodi 7» (Temp. 1)
- Sargent Stevens (interpretat per Peter McNeil O'Connor, sargent de l'exèrcit britànic. «Episodi 1» (Temp. 2)
- General Robertson (interpretat per Jeremy Clyde), general de l'exèrcit britànic. «Episodi 2» (Temp. 2)
- Tinent Edward Courtenay (interpretat per Lachlan Nieboer, oficial de l'exèrcit britànic ferit. «Episodi 2» (Temp. 2)
- Capità Smiley (interpretat per Tom Feary-Campbell), capità de l'exèrcit britànic. «Episodi 2» (Temp. 2)
- Sir Herbert Strutt (interpretat per Julian Wadham, general de l'exèrcit britànic. «Episodi 2» (Temp. 2)
- Major Patrick Gordon (interpretat per Trevor White), oficial de l'exèrcit britànic ferit que afirma ser l'hereu presumpte de Patrick Crawley. «Episodi 6» (Temp. 2)
- Lord Hepworth (interpretat per Nigel Havers), pretendent de Lady Rosamund. «Christmas at Downton Abbey» (Temp. 2)
- Marigold Shore (interpetada per Sharon Small), minyona de Lady Rosamund. «Christmas at Downton Abbey» (Temp. 2)
- Honorable Larry Gray (interpretada per Charlie Anson), fill gran de Lord Merton. «Episodi 1» (Temp. 3), «Episodi 5» (Temp. 5), «El final» (Temp. 6)
- Lady Manville (interpretada per Sarah Crowden), una de les nobles locals de Downton. «Episodi 2» (Temp. 3), «Episodi 8» (Temp. 5)
- Mavis (interpretada per Emma Keele), prostituta. «Episodi 2» (Temp. 3)
- Sir Philip Tapsell (interprett per Tim Pigott-Smith), Obstetra i genecòleg de Londres. «Episodi 5» (Temp. 3)
- Kieran Branson (interpretat per Ruairi Conaghan), germà d'en Tom Branson. «Episodi 7» (Temp. 3)
- Jarvis (interpretat per Terence Harvey), gerent de Downton Abbey. «Episodi 7» (Temp. 3)
- Fotógraf (interpretat per John Voce), fotògraf. «Episodi 7» (Temp. 3), «Episodi 8» (Temp. 6)
- Terence Margadale (interpretat per Edward Baker-Duly), amant de Lady Rose. «Episodi 8» (Temp. 3)
- Mead (interpretat per Edmund Kente), majordom de Lady Rosamund. «Episodi 8» (Temp. 3)
- Inspector Stanford (interpretat per Tony Turner), inspector de policia de York. «Episodi 8» (Temp. 3)
- Nield (interpretat per Kenneth Bryans), guardabosc del castell de Duneagle. «A Journey to the Highlands» (Temp. 3)
- McCree (interpretat per Ron Donachie), majordom de Lord Flintshire. «A Journey to the Highlands» (Temp. 3)
- Jos Tufton (interpretat per John Henshaw), botiguer i pretendent de la sra. Patmore. «A Journey to the Highlands» (Temp. 3)
- Wilkins (interpretada per Simone Lahbib), minyona de Lady Flintshire. «A Journey to the Highlands» (Temp. 3)
- Susan MacClare, Marquesa de Flintshire (interpretada per Phoebe Nicholls), esposa de Lord Flintshire. «A Journey to the Highlands» (Temp. 3), «Episodi 8» (Temp. 5)
- Nanny West (interpretada per Di Botcher), mainadera. «Episodi 1» (Temp. 4)
- Sam Thawley (interpretat per Jonathan Howard), jardiner local. «Episodi 2» (Temp. 4)
- Arsene Avignon (interpretat per Yves Aubert), xef del Ritz. «Episodi 5» (Temp. 4)
- Ethan Slade (interpretat per Michael Benz), criat personal de Harold Levinson. «The London Season» (Temp. 4)
- Honorable Madeleine Allsopp (interpretada per Poppy Drayton), amiga de la Rose. «The London Season» (Temp. 4)
- William "Billy" Allsopp, Baró Aysgarth (interpretat per James Fox), pare de la Madeleine. «The London Season» (Temp. 4)
- Harold Levinson (interpretat per Paul Giamatti), germà de Lady Grantham. «The London Season» (Temp. 4)
- Kitty Colthurst (interpretada per Louise Calf), amiga dels Crawley. «Episodi 1» (Temp. 5)
- Lady Anstruther, de soltera Mountevans (interpretada per Anna Chanceler). «Episodi 1» (Temp. 5)
- Sra. Elcot (interpretada per Naomi Radcliffe), vídua de guerra. «Episodi 2» (Temp. 5)
- Recepcionista (interpretat per Devon Black), recepcionista. «Episodi 7» (Temp. 5), «Episodi 2» (Temp. 6)
- Timothy "Tim" Gray (interpretat per Ed Cooper Clarke), fill petit de Lord Merton. «Episodi 7» (Temp. 5)
- Evans (interpretat per Dean Ashton), fabricant de làpides. «Episodi 8» (Temp. 5)
- Basil Shute (interpretat per Darren Machin), propietari del club Velvet Violin. «Episodi 8» (Temp. 5)
- Stowell (interpretat per Alun Armstrong), majordom de Lord Sinderby. «A Moorland Holiday» (Temp. 5)
- Princesa Irina Kuragin (interpretada per Jane Lapotaire), esposa del príncep Kuragin. «A Moorland Holiday» (Temp. 5)
- Diana Clark (interpretada per Alice Patten), amant de Lord Sinderby. «A Moorland Holiday» (Temp. 5)
- Sr. Henderson (interpretat per Rick Bacon), propietari de Mallerton Hall. «Episodi 1» (Temp. 6)
- Rita Bevan (interpretada per Nichola Burley), xantatgista de Lady Mary. «Episodi 1» (Temp. 6)
- Sir John Darnley (interpretat per Adrian Lukis), amic dels Crawley. «Episodi 1» (Temp. 6)
- Sr. Fairclough (interpretat per Mark Morrell), granger a la finca de Downton Abbey. «Episodi 1» (Temp. 6)
- Sr. Moore (interpretat per Trevor Cooper), majordom a Rothwell Manor. «Episodi 2» (Temp. 6)
- Sr. Finch (interpretat per Martin Walsh, agent de Fat Stock Show. «Episodi 2» (Temp. 6)
- Sir Michael Reresby (interpretat per Ronald Pickup), propietari. «Episodi 3» (Temp. 6)
- John Harding (interpretat per Philip Battley), marit de la Gwen. «Episodi 4» (Temp. 6)
- Neville Chamberlain (interpretat per Rupert Frazer), primer ministre britànic. «Episodi 5» (Temp. 6)
- Lady Anne Acland (interpretada per Charlotte Hamblin), convidada d'Evelyn Napier al restaurant Criterion. «Episodi 6» (Temp. 6)
- Billy (interpretat per Christos Lawton), membre de l'equip de curses Talbot i Rogers. «Episodi 7» (Temp. 6)
- Sir Mark Stiles (interpretat per James Greene), temporer de Barrow. «El final» (Temp. 6)
- Miranda Pelham (interpretada per Patricia Hodge), mare de Bertie Pelham. «El final» (Temp. 6)

### Històrics
- Virginia Woolf (interpretada per Christina Carty), escriptora britànica. «Episodi 1» (Temp. 4)
- Nellie Melba (interpretada per Kiri Te Kanawa), cantant d'òpera australiana. «Episodi 3» (Temp. 4)
- John Ward (interpretat per Stephen Critchlow), militar, líder sindical i polític del Partit Liberal anglès.
- Rowland Thomas Baring (interpretat per Alastair Bruce), vescomte d'Errington, diplomàtic britànic. «The London Season» (Temp. 4)
- Jordi V del Regne Unit (interpretat per Guy Williams (sèrie) i Simon Jones (film)), rei del Regne Unit de la Gran Bretanya i Irlanda i emperador de l'Índia. «The London Season» (Temp. 4), «Episodi 2» (Temp. 5), Downton Abbey (pel·lícula).
- Maria de Teck (interpretada per Valerie Dane (sèrie) i Geraldine James (film)), «The London Season» (Temp. 4), Downton Abbey (pel·lícula).
- Príncep de Gal·les (interpretat per Oliver Dimsdale), fill gran de Jordi V del Regne Unit. «The London Season» (Temp. 4)
- Freda Dudley Ward (interpretada per Janet Montgomery), marquesa de Maury House i amant del príncep de Gal·les.[9]
- Duc de York (interpretat per Jonathan Townsend), segon fill de Jordi V. «The London Season» (Temp. 4)